# Tihuana
Tihuana é uma banda de rock brasileira formada em 1999 em São Paulo. Composta pelos músicos Egypcio, Léo Stuart, Román Laurito, PG e Baía, a banda tornou-se conhecida nos primeiros anos da década de 2000 com a repercussão de "Tropa de Elite" — single de seu álbum de estreia Ilegal (2000) —, canção que fazia referência à própria banda mas foi associada ao BOPE e inclusa na trilha sonora do filme homônimo.
Surgida na mesma época que bandas como Raimundos, Charlie Brown Jr., CPM 22 e Detonautas Roque Clube, a banda teve grande influência no final da década de 1990 e no início dos anos 2000, além de também ter exercido influência a outras bandas e na indústria fonográfica nacional. O som da banda possui influências de vários gêneros desde o pop, passando pelo rap, hardcore punk e reggae, mas tendo como sua maior influência, a música latina.
Em 2024, sete anos após anunciarem um hiato, anunciaram uma turnê de despedida, Tihuana 25 Anos, que também comemora os 25 anos desde o lançamento de Ilegal, álbum de estreia da banda. A turnê conta com a formação original — que inclui o percussionista Baía, que havia saído em 2012 e sido substituído por Fouad Khayat até 2017 — e teve início em dezembro do mesmo ano, numa apresentação no 89 Rock Boat.

## História

### 1999–2001: Primeiros passos eIlegal

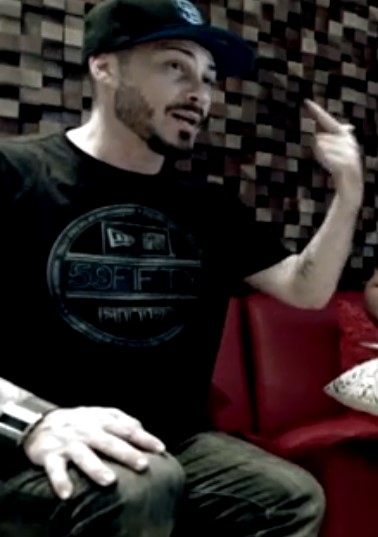
Egypcio em 2012.

Na década de 1990, os músicos cariocas Román Laurito (baixo) — argentino naturalizado brasileiro —, Paulo Guilherme "PG" (bateria), Leonardo "Leo" Stuart (guitarra) e Renato "John" Ribeiro (vocais) formaram uma banda com o baiano Fernando Baía (percussão), baterista que tornou-se percussionista a pedido do próprio Roman. A banda, chamada Ostheobaldo, fez com que se mudassem para São Paulo com a finalidade de divulgarem o projeto e realizarem o sonho de viver de música. Em 1999, já na capital paulista, a banda acaba após a saída do vocalista. Os integrantes remanescentes pensaram em voltar para o Rio de Janeiro, mas ficaram em São Paulo com a finalidade de achar um vocalista substituto. Numa feira de surfe na capital paulista, conheceram Adriano "Egypcio" Grande.
Egypcio chamou a atenção de Paulo Guilherme, o P.G., que achou bacana o vocal e o jeito de ele cantar. Entraram em contato com o vocalista e começaram a gravar músicas até formarem uma demo. Com apenas seis canções prontas, a banda batizada de Tihuana conquistou seu primeiro contrato pela gravadora multinacional Virgin Records. Seu álbum de estreia, chamado Ilegal, fora lançado com faixas de grande repercussão como "Tropa de Elite", que ganharia fama nacional anos depois a partir de sua inclusão no filme homônimo, "Eu Vi Gnomos" e "Pula!". O disco vendeu 150 mil cópias, proporcionando o primeiro disco de ouro para o Tihuana. "Tudo o que não tínhamos conseguido com nossas bandas anteriores, conseguimos com o Tihuana. Obtivemos ótima aceitação da galera, da gravadora, ganhamos disco de Ouro, tocamos no festival Rock in Rio e no país todo. Foi uma surpresa tanta aceitação logo de primeira", disse o baixista Román.

### 2002–05:A Vida Nos Ensina,Aqui ou em Qualquer LugareTihuana
Em 2002, lançaram o segundo álbum, A Vida nos Ensina, pela gravadora EMI, trazendo influências latinas e instrumentos andinos como marca principal. O sucesso se repetiu: hits do primeiro álbum como "Pula", "Praia Nudista", "Clandestino", "Tropa de Elite" e "Eu Vi Gnomos" ainda tocavam incessantemente nas rádios e paradas da MTV juntamente com os novos sucessos da banda. Emendaram a turnê do primeiro trabalho no segundo, se apresentaram no Japão e, quando voltaram ao Brasil, já se preparavam para a produção do terceiro álbum, Aqui ou em Qualquer Lugar, um disco muito mais rock, com o peso das guitarras e um som mais visceral, tendo sido produzido por Rick Bonadio e Rodrigo Castanho, lançado no ano de 2003 pela Sony Music.
O quarto álbum de estúdio, lançado em 2005, veio com o nome da banda, Tihuana, e foi alavancado pelo hit "Renata", que tratava de um tema polêmico, a prostituição infantil. Esse disco foi gravado no Midas Studios com produção de Rick Bonadio e Rodrigo Castanho, que também cuidou dos arranjos, ao lado da própria banda. O primeiro single do álbum foi a canção "Mulheres São de Vênus Homens São de Marte".
Este quarto disco, ao contrário dos anteriores, não tem naipe de metais, nem instrumentos andinos, em compensação tem um mega peso de guitarra. É bem melódico e trás letras, que "fazem a gente pensar", sem serem chatas. Segundo a banda "muitos sons vieram primeiro do violão para depois tomarem "corpo"'. A originalidade de suas letras, a capacidade de criar melodias que ficam na cabeça das pessoas e a qualidade de suas canções fizeram com que o grupo de tornasse um dos mais reconhecidos pela critica.

### 2006: Um Dia de Cada Vez
Em 2006, o Tihuana lançou o seu quinto álbum, Um Dia de Cada Vez. Este disco mostra o amadurecimento da banda, após tantos anos na estrada, tanto na parte instrumental como nas letras, determinando uma nova fase na sua carreira. O primeiro single, "Na Parede do Quintal", sendo executado nas principais rádios do país. Indagados sobre a razão do nome Um Dia de Cada Vez, os integrantes da banda respondem:
| “ | O título vem da nossa história, estamos juntos desde 2000... então, esse é o quinto álbum da banda. Depois de sete anos, a gente encara que a banda hoje tá assim, vivendo um dia de cada vez mesmo, pra estar sempre aí. Então o título é bem isso aí mesmo! Acho que é o que a gente hoje tá fazendo tanto na nossa vida pessoal, quanto na vida da banda, na carreira da banda. Acho que indo mesmo e vivendo um dia de cada vez. E esse disco, como eu disse, é o quinto da nossa carreira, ele tem 14 faixas. É um disco repleto de canções, do tipo que, se você pegar um violão, você toca as 14 músicas. É um álbum que tem um diferencial, que abrange diversos assuntos de formas diferentes. Fala sobre amor, ódio, religião, política, guerra, fala sobre saudades, sobre um monte de coisas. E a novidade, é que tem a participação de uma parceira minha que é a Ivy Martins. Ela compôs 70 por cento do disco comigo, o que é uma novidade, já que, como o Tihuana sempre foi uma banda muito democrática, nos outros trabalhos sempre todo mundo compôs, tanto na parte musical, quanto de letra. E esse disco foi diferente, porque eu chamei mais a responsabilidade pra mim mesmo nas autorias das letras, eu junto com essa minha amiga Ivy. Então a gente assina 70 por cento das músicas. Aí depois tem duas músicas de um amigo nosso que já é um parceiro de longa data, o Belex, que inclusive participou na composição de "Renata", e ele também tem duas músicas nesse novo trabalho da gente. E mais uma novidade, que é uma parceria inédita com o Rodrigo Koala do Hateen, que escreveu a letra de uma faixa do disco, que se chama "Um Novo Dia", que pô, caprichou! Ele sempre disse que queria fazer um trabalho com o Tihuana, e aí nos mostrou a letra, e essa faixa se chama Um Novo Dia. | ” |

### 2007–12: Lançamento do filmeTropa de Elite,Tropa de Elite - Ao Vivoe saída de Baía
Em 2007, o Tihuana apareceu muito na mídia após "Tropa de Elite" ser utilizada na trilha sonora do filme homônimo. A canção, escrita como um "grito de guerra" particular (a "tropa"  seria a própria banda), se tornou muito associada ao BOPE do qual a produção se trata. "Essa música estava na nossa primeira fita demo!", diz Egypcio "Mas não foi feita para nenhuma equipe de polícia. A tropa a que nos referíamos éramos nós mesmos, que estávamos chegando", explica.

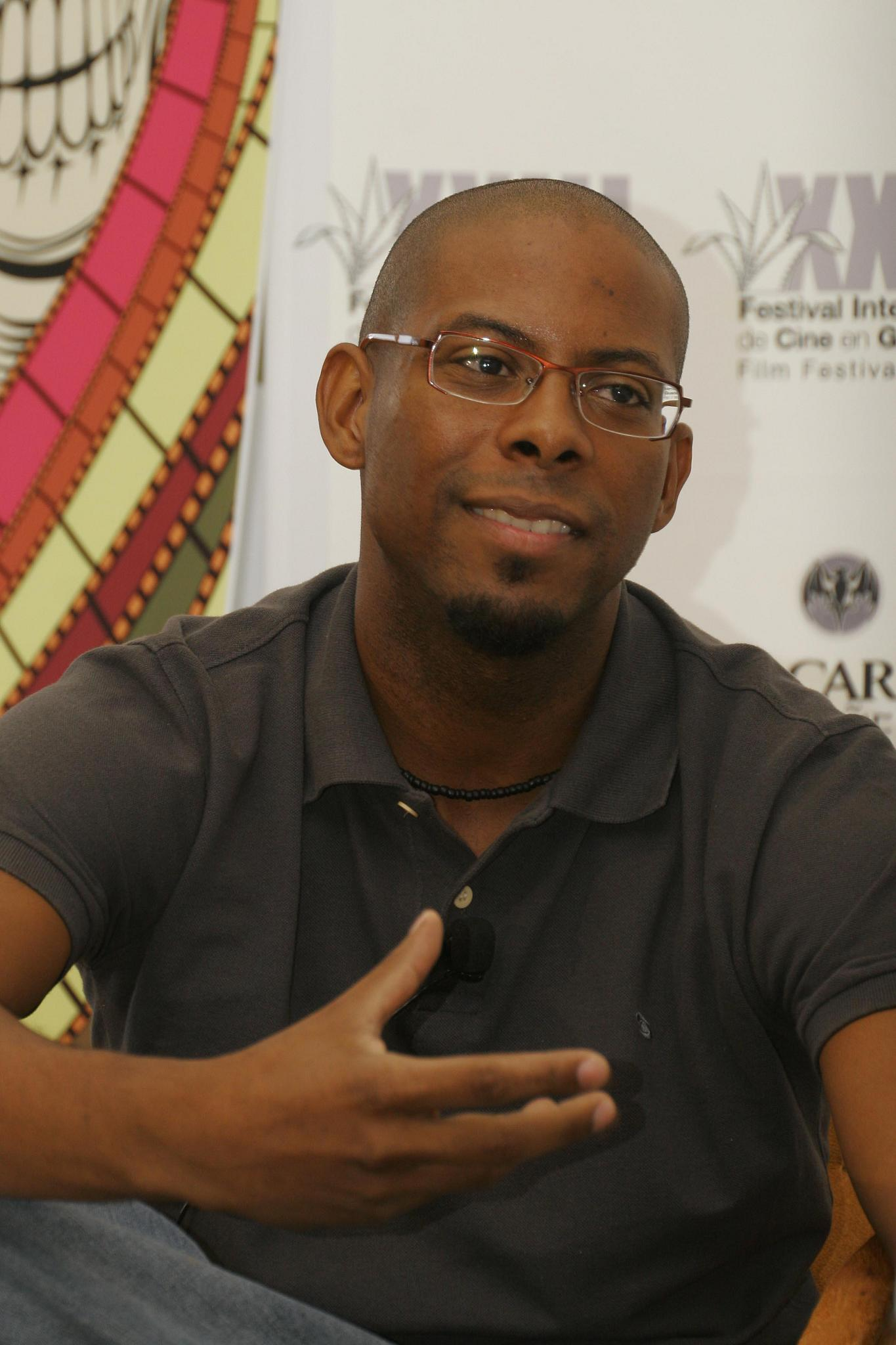
O ator e rapper André Ramiro participou do álbum Tropa de Elite - Ao Vivo, fazendo uma participação especial na canção de mesmo nome.

Em 2008, o grupo lança seu primeiro álbum ao vivo e também o primeiro DVD da carreira, Tropa de Elite - Ao Vivo, gravado no estacionamento do Kazebre Rock Bar, na Zona Leste de São Paulo, no dia 23 de dezembro de 2007. Contou com as participações de Zeider do Planta & Raiz, Di Ferrero e Gee Rocha do NX Zero, MC Júnior & MC Leonardo e DJ JF, e o zero-cinco André Ramiro, do filme Tropa de Elite. No ano seguinte, o show foi lançado em CD e DVD pela Arsenal/Universal. O Tihuana fez duas turnês internacionais, a primeira no Japão, nas cidades de Nagoya e Toyohashi, a segunda nos Estados Unidos, passando por Nova Jersey, Boston, Atlanta e Virgínia. A banda se apresentou nos maiores festivais do Brasil como Rock in Rio, Planeta Atlântida, BMF, São Paulo Mix Festival, Pop Rock Brasil, Ceará Music, Porão do Rock, entre outros. Com mais de 700 shows na carreira, a banda encerrou a turnê Tropa de Elite - Ao Vivo.
Em 2011, a banda esteve em estúdio gravando o novo álbum, que contaria com algumas faixas como "Perto de Você, Longe de Mim", "Funk do Edmilson" (regravação de uma das músicas da banda Ostheobaldo), "Minha Garota" (tocada em todas as rádios de pop rock do Brasil), "Vem Morar Comigo", "Isso Aqui é uma Festa de Loucos", e a trilha do filme Tropa de Elite 2, intitulada "Comboio do Terror". No ano seguinte, o percussionista Baía deixa o grupo para seguir carreira como DJ; os demais integrantes afirmaram que foi uma saída "completamente amistosa" e o baixista Román brincou afirmando que Baía "traiu o rock". O músico Fouad Khayat foi escolhido para substitui-lo, tocando como músico de apoio até o hiato da banda em 2017.

### 2013–17:Agora É Pra Valer!e hiato

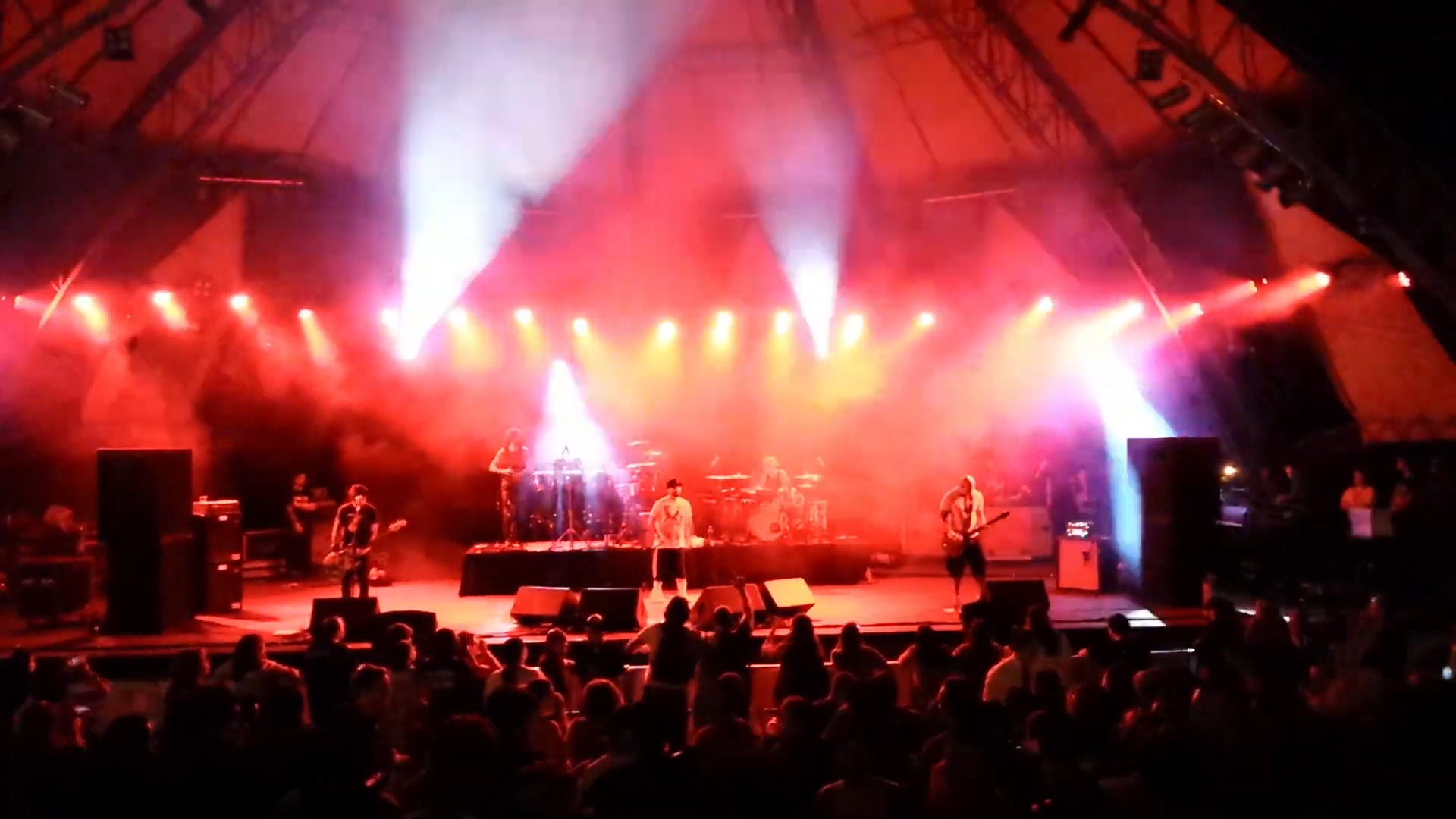
A banda em 2014, já se apresentando com o músico Fouad Khayat na percussão (o terceiro da esquerda para a direita).

Em 2013, o grupo lançou o single "Minha Rainha", com a participação de Digão (Raimundos). Seu videoclipe foi gravado na cidade de Praia Grande. O novo álbum, intitulado Agora é pra Valer!, é lançado dia 10 de maio do mesmo ano. Junto com o lançamento, foi iniciada uma turnê de divulgação que, conforme a banda, perduraria até o final do ano e seria seguida da gravação de um DVD.
Em setembro de 2014, o ônibus da banda sofreu um acidente quando um carro colidiu com ele na rodovia Fernão Dias. Conforme Egypcio, a maioria dos passageiros do ônibus estava dormindo e foi acordada com o som da colisão. O carro vinha na contramão sem motivo aparente (possivelmente vinha de um evento em Consolação e acabou se confundindo e entrando na via pelo sentido errado) e se chocou com o veículo da banda por volta das 4h. O piloto do carro, Johnny Luiz Araújo, de 21 anos, morreu no acidente, enquanto todos que estavam no ônibus saíram ilesos.
Em julho de 2017, o vocalista Egypcio confirmou sua saída do grupo por meio de um comunicado. Na ocasião, o cantor ressaltou a importância do período em que esteve na banda e agradeceu aos outros integrantes. No dia seguinte, foi publicado outro comunicado, dessa vez anunciando oficialmente o fim das atividades do Tihuana por tempo indeterminado.

### 2024–presente: O retorno da banda e a turnê de 25 anos
Em julho de 2024, sete anos depois do anúncio do hiato, a banda anunciou o seu retorno aos palcos para a turnê Tihuana 25 Anos, em comemoração aos 25 anos do lançamento de seu álbum de estreia, Ilegal. Sua estreia aconteceu no 89 Rock Boat, nos dias 15 a 18 de dezembro, a bordo do navio cruzeiro MSC Seaview. Inicialmente foi dito que a turnê teria vinte e cinco datas, contudo Egypcio afirmou em entrevista que a banda não impôs uma quantidade de shows, mas sim que se apresentariam "enquanto estiver bom, enquanto a galera estiver a fim de ver a gente".

## Integrantes

#### Atuais
- Egypcio: vocal principal e violão (1999–2017; 2024–presente)
- Léo Stuart: guitarra e vocal de apoio (1999–2017; 2024–presente)
- Román Laurito: baixo e vocal de apoio (1999–2017; 2024–presente)
- PG: bateria e vocal de apoio (1999–2017; 2024–presente)
- Fernando Baía: vocal principal, percussão e vocal de apoio (1999–2012; 2024–presente)

#### Ex-músicos de apoio
- Fouad Khayat: percussão (2012–2017)

## Discografia

### Álbuns de estúdio
| Álbum                     | Detalhes                                                                                        | Vendas      | Certificações |
| ------------------------- | ----------------------------------------------------------------------------------------------- | ----------- | ------------- |
| Ilegal                    | - Lançamento: Maio de 2000 - Gravadora: Virgin - Formatos: CD, download digital                 | - : 150.000 | - Ouro        |
| A Vida Nos Ensina         | - Lançamento: 10 de março de 2002 - Gravadora: Virgin, EMI - Formatos: CD, download digital     | - : 30.000  |               |
| Aqui ou em Qualquer Lugar | - Lançamento: 15 de janeiro de 2003 - Gravadora: Chaos - Formatos: CD, download digital         | - : 30.000  |               |
| Tihuana                   | - Lançamento: Agosto de 2004 - Gravadora: EMI - Formatos: CD, download digital                  | - : 40.000  |               |
| Um Dia de Cada Vez        | - Lançamento: Novembro de 2006 - Gravadora: Universal - Formatos: CD, download digital          |             |               |
| Agora É Pra Valer!        | - Lançamento: 10 de maio de 2013 - Gravadora: Building Records - Formatos: CD, download digital |             |               |

### Álbuns ao vivo
| Álbum                    | Detalhes                                                                                         |
| ------------------------ | ------------------------------------------------------------------------------------------------ |
| Tropa de Elite - Ao Vivo | - Lançamento: 28 de janeiro de 2008 - Gravadora: Universal - Formatos: CD, DVD, download digital |

### Coletâneas
| Álbum              | Detalhes                                                             |
| ------------------ | -------------------------------------------------------------------- |
| Nova Bis - Tihuana | - Lançamento: 2005 - Gravadora: EMI - Formatos: CD, download digital |

### Álbuns de vídeo
| Ano  | Vídeo                    |
| ---- | ------------------------ |
| 2008 | Tropa de Elite - Ao Vivo |

## Singles
| Canção                                         | Ano  | Álbum                         |
| ---------------------------------------------- | ---- | ----------------------------- |
| "Praia Nudista"                                | 2000 | Ilegal                        |
| "Pula!"                                        | 2000 | Ilegal                        |
| "Tropa de Elite"                               | 2000 | Ilegal                        |
| "Que Ves?"                                     | 2000 | Ilegal                        |
| "Eu Vi Gnomos"                                 | 2001 | Ilegal                        |
| "Por Que Será?"                                | 2001 | A Vida Nos Ensina             |
| "Uma Noite"                                    | 2002 | A Vida Nos Ensina             |
| "Jamaica No Problem"                           | 2002 | A Vida Nos Ensina             |
| "Bote Fé"                                      | 2003 | Aqui ou em Qualquer Lugar     |
| "Vai Vendo"                                    | 2003 | Aqui ou em Qualquer Lugar     |
| "Mulheres São de Vênus os Homens São de Marte" | 2004 | Tihuana                       |
| "Renata"                                       | 2005 | Tihuana                       |
| "Tudo Bem"                                     | 2005 | Tihuana                       |
| "Na Parede do Quintal"                         | 2006 | Um Dia de Cada Vez            |
| "Um Dia de Cada Vez"                           | 2007 | Um Dia de Cada Vez            |
| "Tropa de Elite" (relançamento)                | 2007 | Tropa de Elite - Ao Vivo      |
| "Pula" (ao vivo)                               | 2007 | Tropa de Elite - Ao Vivo      |
| "De Longe" (ao vivo)                           | 2008 | Tropa de Elite - Ao Vivo      |
| "Comboio do Terror"                            | 2010 | Tropa de Elite 2              |
| "Minha Garota"                                 | 2011 | Não adicionado à nenhum álbum |
| "Minha Rainha"                                 | 2013 | Agora É Pra Valer!            |
| "Vem Pra Festa"                                | 2013 | Agora É Pra Valer!            |
| "Perto de Você, Longe de Mim"                  | 2014 | Agora É Pra Valer!            |

## Turnês musicais
- Tropa de Elite - Ao Vivo (2009)[40]
- Agora É Pra Valer! (2014)[23]
- Tihuana 25 Anos (2025)[41]

## Videoclipes
| Título                                         | Ano  | Direção                                       |
| ---------------------------------------------- | ---- | --------------------------------------------- |
| "Praia Nudista"                                | 2000 |                                               |
| "Pula"                                         | 2000 | João Araújo                                   |
| "Tropa de Elite" (ao vivo)                     | 2000 | João Araújo                                   |
| "Que Ves?"                                     | 2001 | João Araújo                                   |
| "Por Que Será"                                 | 2001 | Johnny Araújo e Homero Olivetto               |
| "Uma Noite"                                    | 2001 | Homero Olivetto, Marcus Baldine e João Araújo |
| "Jamaica No Problem"                           | 2002 | Dino Dragone                                  |
| "Bote Fé"                                      | 2002 | Marcelo Nepomuceno                            |
| "Vai Vendo"                                    | 2003 |                                               |
| "Mulheres São De Vênus Os Homens São de Marte" | 2003 | Caíto Ortiz e Doca Corbett                    |
| "Renata"                                       | 2005 |                                               |
| "Tudo Bem"                                     | 2005 | Bros Produções                                |
| "Na Parede Do Quintal"                         | 2006 | Tocha Alves e Marcelo Panizzo                 |
| "Tropa de Elite" (cenas do filme)              | 2007 | Zazan Produções                               |
| "De Longe" (ao vivo)                           | 2008 | Dino Dragone                                  |
| "Comboio do Terror"                            | 2010 |                                               |
| "Minha Garota"                                 | 2012 |                                               |
| "Minha Rainha"                                 | 2013 |                                               |
| "Vem Pra Festa"                                | 2013 | Fábio Gastaldi                                |
| "Perto de Você, Longe de Mim"                  | 2014 |                                               |